# Emerson Sheik
Emerson Sheik (Nova Iguaçu, 1978. december 6. –) katari válogatott labdarúgó.

## Nemzeti válogatott
A katari válogatottban 3 mérkőzést játszott.

## Statisztika
| Katari válogatott | Katari válogatott | Katari válogatott |
| Időszak           | Mérk.             | gól               |
| ----------------- | ----------------- | ----------------- |
| 2008              | 3                 | 0                 |
| Összesen          | 3                 | 0                 |